# Collegio elettorale di Rapallo (Regno di Sardegna)
Il collegio elettorale di Rapallo è stato un collegio elettorale uninominale del Regno di Sardegna, uno dei collegi della provincia di Genova.
Fu istituito con il Regio editto del 17 marzo 1848 e comprendeva il solo mandamento Rapallo.
Con la riforma prevista dalla legge 3778 del 1859, il collegio non ebbe sostanziali variazioni.
In seguito all'unità d'Italia il territorio divenne parte dell'omonimo collegio del Regno d'Italia.

## Dati elettorali
Nel collegio si svolsero votazioni per sette legislature.

### I legislatura
Le votazioni si svolsero in 222 collegi uninominali a doppio turno. Come previsto dal decreto n. 680 del 17 marzo 1848, era eletto al primo turno il candidato che «riunisce in suo favore più del terzo dei voti del total numero dei membri componenti il collegio e più della metà dei suffragi dati dai votanti presenti all'adunanza» (art. 92). Se nessun candidato era eletto, al ballottaggio tra i due candidati con più voti era eletto chi otteneva il maggior numero di voti (art. 93) o, in caso di ugual numero di voti, il maggiore d'età (art. 94).
| Partito                      | Partito  | Candidato      | Risultati 20 aprile 1848 |
| ---------------------------- | -------- | -------------- | ------------------------ |
|                              | —        | Matteo Molfino | —                        |
|                              |          |                |                          |
| Iscritti                     | Iscritti | 164            |                          |
| ↳ Voti validi (% su votanti) |          |                |                          |

L'elezione fu annullata il 10 maggio 1843 per irregolarità delle operazioni elettorali. — Mancano i verbali. Il collegio fu riconvocato.
| Partito                      | Partito  | Candidato      | Risultati 26 giugno 1848 |
| ---------------------------- | -------- | -------------- | ------------------------ |
|                              | —        | Matteo Molfino | —                        |
|                              |          |                |                          |
| Iscritti                     | Iscritti | 164            |                          |
| ↳ Voti validi (% su votanti) |          |                |                          |

L'elezione fu annullata il 3 luglio 1848 perché Molfino era segretario del comune di Genova. — Mancano i verbali. Il collegio fu riconvocato. 
| Partito                            | Partito                            | Candidato                          | Risultati 30 settembre 1848 | Risultati 30 settembre 1848 |
| Partito                            | Partito                            | Candidato                          | Voti                        | %                           |
| ---------------------------------- | ---------------------------------- | ---------------------------------- | --------------------------- | --------------------------- |
|                                    | —                                  | Gabrio Casati                      | 73                          | 100,00                      |
|                                    |                                    |                                    |                             |                             |
| Iscritti                           | Iscritti                           | Iscritti                           | 164                         | 100,00                      |
| ↳ Votanti (% su iscritti)          | ↳ Votanti (% su iscritti)          | ↳ Votanti (% su iscritti)          | 73                          | 44,51                       |
| ↳ Voti validi (% su votanti)       | ↳ Voti validi (% su votanti)       | ↳ Voti validi (% su votanti)       | 73                          | 100,00                      |
| ↳ Schede non valide (% su votanti) | ↳ Schede non valide (% su votanti) | ↳ Schede non valide (% su votanti) | 0                           | 0,00                        |
| ↳ Astenuti (% su iscritti)         | ↳ Astenuti (% su iscritti)         | ↳ Astenuti (% su iscritti)         | 91                          | 55,49                       |

L'onorevole Casati si dimise il 21 ottobre 1848. Il collegio fu riconvocato.
| Partito                            | Partito                            | Candidato                          | Primo turno 6 novembre 1848 | Primo turno 6 novembre 1848 | Ballottaggio 7 novembre 1848 | Ballottaggio 7 novembre 1848 |
| Partito                            | Partito                            | Candidato                          | Voti                        | %                           | Voti                         | %                            |
| ---------------------------------- | ---------------------------------- | ---------------------------------- | --------------------------- | --------------------------- | ---------------------------- | ---------------------------- |
|                                    | —                                  | Ambrogio Longoni                   | 45                          | 93,75                       | 34                           | 94,44                        |
|                                    | —                                  | Giacomo Baratta                    | 3                           | 6,25                        | 2                            | 5,56                         |
|                                    |                                    |                                    |                             |                             |                              |                              |
| Iscritti                           | Iscritti                           | Iscritti                           | 164                         | 100,00                      | 164                          | 100,00                       |
| ↳ Votanti (% su iscritti)          | ↳ Votanti (% su iscritti)          | ↳ Votanti (% su iscritti)          | 51                          | 31,10                       | 36                           | 21,95                        |
| ↳ Voti validi (% su votanti)       | ↳ Voti validi (% su votanti)       | ↳ Voti validi (% su votanti)       | 48                          | 94,12                       | 36                           | 100,00                       |
| ↳ Schede non valide (% su votanti) | ↳ Schede non valide (% su votanti) | ↳ Schede non valide (% su votanti) | 3                           | 5,88                        | 0                            | 0,00                         |
| ↳ Astenuti (% su iscritti)         | ↳ Astenuti (% su iscritti)         | ↳ Astenuti (% su iscritti)         | 113                         | 68,90                       | 128                          | 78,05                        |

### II legislatura
Le votazioni si svolsero in 222 collegi uninominali a doppio turno con la stessa normativa precedente (al primo turno un numero di voti maggiore di un terzo degli iscritti).
| Partito                            | Partito                            | Candidato                          | Risultati 22 gennaio 1849 | Risultati 22 gennaio 1849 |
| Partito                            | Partito                            | Candidato                          | Voti                      | %                         |
| ---------------------------------- | ---------------------------------- | ---------------------------------- | ------------------------- | ------------------------- |
|                                    | —                                  | Antoine Jacquemoud                 | 71                        | 76,34                     |
|                                    | —                                  | Antonio Rosmini                    | 22                        | 23,66                     |
|                                    |                                    |                                    |                           |                           |
| Iscritti                           | Iscritti                           | Iscritti                           | 164                       | 100,00                    |
| ↳ Votanti (% su iscritti)          | ↳ Votanti (% su iscritti)          | ↳ Votanti (% su iscritti)          | 95                        | 57,93                     |
| ↳ Voti validi (% su votanti)       | ↳ Voti validi (% su votanti)       | ↳ Voti validi (% su votanti)       | 93                        | 97,89                     |
| ↳ Schede non valide (% su votanti) | ↳ Schede non valide (% su votanti) | ↳ Schede non valide (% su votanti) | 2                         | 2,11                      |
| ↳ Astenuti (% su iscritti)         | ↳ Astenuti (% su iscritti)         | ↳ Astenuti (% su iscritti)         | 69                        | 42,07                     |

L'onorevole Jacquemoud optò per il collegio di Moûtiers il 23 febbraio 1849. Il collegio fu riconvocato.
| Partito                            | Partito                            | Candidato                          | Risultati 20 marzo 1849 | Risultati 20 marzo 1849 |
| Partito                            | Partito                            | Candidato                          | Voti                    | %                       |
| ---------------------------------- | ---------------------------------- | ---------------------------------- | ----------------------- | ----------------------- |
|                                    | —                                  | Angelo Piazza                      | 56                      | 93,33                   |
|                                    | —                                  | Giovanni Battista De Bernardis     | 4                       | 6,67                    |
|                                    |                                    |                                    |                         |                         |
| Iscritti                           | Iscritti                           | Iscritti                           | 164                     | 100,00                  |
| ↳ Votanti (% su iscritti)          | ↳ Votanti (% su iscritti)          | ↳ Votanti (% su iscritti)          | 61                      | 37,20                   |
| ↳ Voti validi (% su votanti)       | ↳ Voti validi (% su votanti)       | ↳ Voti validi (% su votanti)       | 60                      | 98,36                   |
| ↳ Schede non valide (% su votanti) | ↳ Schede non valide (% su votanti) | ↳ Schede non valide (% su votanti) | 1                       | 1,64                    |
| ↳ Astenuti (% su iscritti)         | ↳ Astenuti (% su iscritti)         | ↳ Astenuti (% su iscritti)         | 103                     | 62,80                   |

### III legislatura
Le votazioni si svolsero in 204 collegi uninominali a doppio turno con la normativa del 1848 (al primo turno un numero di voti maggiore di un terzo degli iscritti).
| Partito                            | Partito                            | Candidato                          | Risultati 22 gennaio 1849 | Risultati 22 gennaio 1849 |
| Partito                            | Partito                            | Candidato                          | Voti                      | %                         |
| ---------------------------------- | ---------------------------------- | ---------------------------------- | ------------------------- | ------------------------- |
|                                    | —                                  | Domenico Doria Pamphili            | 76                        | 82,61                     |
|                                    | —                                  | Giuseppe Pessagno                  | 16                        | 17,39                     |
|                                    |                                    |                                    |                           |                           |
| Iscritti                           | Iscritti                           | Iscritti                           | 197                       | 100,00                    |
| ↳ Votanti (% su iscritti)          | ↳ Votanti (% su iscritti)          | ↳ Votanti (% su iscritti)          | 97                        | 49,24                     |
| ↳ Voti validi (% su votanti)       | ↳ Voti validi (% su votanti)       | ↳ Voti validi (% su votanti)       | 92                        | 94,85                     |
| ↳ Schede non valide (% su votanti) | ↳ Schede non valide (% su votanti) | ↳ Schede non valide (% su votanti) | 5                         | 5,15                      |
| ↳ Astenuti (% su iscritti)         | ↳ Astenuti (% su iscritti)         | ↳ Astenuti (% su iscritti)         | 100                       | 50,76                     |

L'onorevole Doria Pamphili si dimise il 14 agosto 1849. Il collegio fu riconvocato.
| Partito                            | Partito                            | Candidato                          | Primo turno 16 settembre 1849 | Primo turno 16 settembre 1849 | Ballottaggio 17 settembre 1849 | Ballottaggio 17 settembre 1849 |
| Partito                            | Partito                            | Candidato                          | Voti                          | %                             | Voti                           | %                              |
| ---------------------------------- | ---------------------------------- | ---------------------------------- | ----------------------------- | ----------------------------- | ------------------------------ | ------------------------------ |
|                                    | —                                  | Gioacchino Valerio                 | 4                             | 19,05                         | 29                             | 55,77                          |
|                                    | —                                  | Carlo Carrenzi                     | 17                            | 80,95                         | 23                             | 44,23                          |
|                                    |                                    |                                    |                               |                               |                                |                                |
| Iscritti                           | Iscritti                           | Iscritti                           | 197                           | 100,00                        | 197                            | 100,00                         |
| ↳ Votanti (% su iscritti)          | ↳ Votanti (% su iscritti)          | ↳ Votanti (% su iscritti)          | 22                            | 11,17                         | 52                             | 26,40                          |
| ↳ Voti validi (% su votanti)       | ↳ Voti validi (% su votanti)       | ↳ Voti validi (% su votanti)       | 21                            | 95,45                         | 52                             | 100,00                         |
| ↳ Schede non valide (% su votanti) | ↳ Schede non valide (% su votanti) | ↳ Schede non valide (% su votanti) | 1                             | 4,55                          | 0                              | 0,00                           |
| ↳ Astenuti (% su iscritti)         | ↳ Astenuti (% su iscritti)         | ↳ Astenuti (% su iscritti)         | 175                           | 88,83                         | 145                            | 73,60                          |

### IV legislatura
Le votazioni si svolsero in 204 collegi uninominali a doppio turno con la normativa del 1848 (al primo turno un numero di voti maggiore di un terzo degli iscritti).
| Partito                            | Partito                            | Candidato                          | Primo turno 9 dicembre 1849 | Primo turno 9 dicembre 1849 | Ballottaggio 10 dicembre 1849 | Ballottaggio 10 dicembre 1849 |
| Partito                            | Partito                            | Candidato                          | Voti                        | %                           | Voti                          | %                             |
| ---------------------------------- | ---------------------------------- | ---------------------------------- | --------------------------- | --------------------------- | ----------------------------- | ----------------------------- |
|                                    | —                                  | Gioacchino Valerio                 | 58                          | 71,60                       | 61                            | 75,31                         |
|                                    | —                                  | Giovanni Battista De Bernardis     | 23                          | 28,40                       | 20                            | 24,69                         |
|                                    |                                    |                                    |                             |                             |                               |                               |
| Iscritti                           | Iscritti                           | Iscritti                           | 197                         | 100,00                      | 197                           | 100,00                        |
| ↳ Votanti (% su iscritti)          | ↳ Votanti (% su iscritti)          | ↳ Votanti (% su iscritti)          | 105                         | 53,30                       | 82                            | 41,62                         |
| ↳ Voti validi (% su votanti)       | ↳ Voti validi (% su votanti)       | ↳ Voti validi (% su votanti)       | 81                          | 77,14                       | 81                            | 98,78                         |
| ↳ Schede non valide (% su votanti) | ↳ Schede non valide (% su votanti) | ↳ Schede non valide (% su votanti) | 24                          | 22,86                       | 1                             | 1,22                          |
| ↳ Astenuti (% su iscritti)         | ↳ Astenuti (% su iscritti)         | ↳ Astenuti (% su iscritti)         | 92                          | 46,70                       | 115                           | 58,38                         |

L'onorevole Valerio si dimise il 12 giugno 1852. Il collegio fu riconvocato.
| Partito                            | Partito                            | Candidato                          | Primo turno 4 luglio 1852 | Primo turno 4 luglio 1852 | Ballottaggio 6 luglio 1852 | Ballottaggio 6 luglio 1852 |
| Partito                            | Partito                            | Candidato                          | Voti                      | %                         | Voti                       | %                          |
| ---------------------------------- | ---------------------------------- | ---------------------------------- | ------------------------- | ------------------------- | -------------------------- | -------------------------- |
|                                    | —                                  | Giusto Garelli                     | 64                        | 65,31                     | 71                         | 54,62                      |
|                                    | —                                  | Antonio Costa                      | 34                        | 34,69                     | 59                         | 45,38                      |
|                                    |                                    |                                    |                           |                           |                            |                            |
| Iscritti                           | Iscritti                           | Iscritti                           | 217                       | 100,00                    | 217                        | 100,00                     |
| ↳ Votanti (% su iscritti)          | ↳ Votanti (% su iscritti)          | ↳ Votanti (% su iscritti)          | 99                        | 45,62                     | 131                        | 60,37                      |
| ↳ Voti validi (% su votanti)       | ↳ Voti validi (% su votanti)       | ↳ Voti validi (% su votanti)       | 98                        | 98,99                     | 130                        | 99,24                      |
| ↳ Schede non valide (% su votanti) | ↳ Schede non valide (% su votanti) | ↳ Schede non valide (% su votanti) | 1                         | 1,01                      | 1                          | 0,76                       |
| ↳ Astenuti (% su iscritti)         | ↳ Astenuti (% su iscritti)         | ↳ Astenuti (% su iscritti)         | 118                       | 54,38                     | 86                         | 39,63                      |

### V legislatura
Le votazioni si svolsero in 204 collegi uninominali a doppio turno con la normativa del 1848 (al primo turno un numero di voti maggiore di un terzo degli iscritti).
| Partito                            | Partito                            | Candidato                          | Primo turno 8 dicembre 1853 | Primo turno 8 dicembre 1853 | Ballottaggio 11 dicembre 1853 | Ballottaggio 11 dicembre 1853 |
| Partito                            | Partito                            | Candidato                          | Voti                        | %                           | Voti                          | %                             |
| ---------------------------------- | ---------------------------------- | ---------------------------------- | --------------------------- | --------------------------- | ----------------------------- | ----------------------------- |
|                                    | —                                  | Gian Carlo Serra                   | 38                          | 40,43                       | 89                            | 55,28                         |
|                                    | —                                  | Antonio Costa                      | 56                          | 59,57                       | 72                            | 44,72                         |
|                                    |                                    |                                    |                             |                             |                               |                               |
| Iscritti                           | Iscritti                           | Iscritti                           | 203                         | 100,00                      | 203                           | 100,00                        |
| ↳ Votanti (% su iscritti)          | ↳ Votanti (% su iscritti)          | ↳ Votanti (% su iscritti)          | 139                         | 68,47                       | 161                           | 79,31                         |
| ↳ Voti validi (% su votanti)       | ↳ Voti validi (% su votanti)       | ↳ Voti validi (% su votanti)       | 94                          | 67,63                       | 161                           | 100,00                        |
| ↳ Schede non valide (% su votanti) | ↳ Schede non valide (% su votanti) | ↳ Schede non valide (% su votanti) | 45                          | 32,37                       | 0                             | 0,00                          |
| ↳ Astenuti (% su iscritti)         | ↳ Astenuti (% su iscritti)         | ↳ Astenuti (% su iscritti)         | 64                          | 31,53                       | 42                            | 20,69                         |

### VI legislatura
Le votazioni si svolsero in 204 collegi uninominali a doppio turno dopo la modifica dei collegi della Sardegna nel 1856; venne applicata la normativa del 1848 (al primo turno un numero di voti maggiore di un terzo degli iscritti).
| Partito                            | Partito                            | Candidato                          | Primo turno 15 novembre 1857 | Primo turno 15 novembre 1857 | Ballottaggio 18 novembre 1857 | Ballottaggio 18 novembre 1857 |
| Partito                            | Partito                            | Candidato                          | Voti                         | %                            | Voti                          | %                             |
| ---------------------------------- | ---------------------------------- | ---------------------------------- | ---------------------------- | ---------------------------- | ----------------------------- | ----------------------------- |
|                                    | —                                  | Vittorio Centurione                | 85                           | 34,98                        | 151                           | 58,08                         |
|                                    | —                                  | Gian Carlo Serra                   | 101                          | 41,56                        | 109                           | 41,92                         |
|                                    | —                                  | Emanuele Luxardo                   | 57                           | 23,46                        |                               |                               |
|                                    |                                    |                                    |                              |                              |                               |                               |
| Iscritti                           | Iscritti                           | Iscritti                           | 376                          | 100,00                       | 376                           | 100,00                        |
| ↳ Votanti (% su iscritti)          | ↳ Votanti (% su iscritti)          | ↳ Votanti (% su iscritti)          | 247                          | 65,69                        | 260                           | 69,15                         |
| ↳ Voti validi (% su votanti)       | ↳ Voti validi (% su votanti)       | ↳ Voti validi (% su votanti)       | 243                          | 98,38                        | 260                           | 100,00                        |
| ↳ Schede non valide (% su votanti) | ↳ Schede non valide (% su votanti) | ↳ Schede non valide (% su votanti) | 4                            | 1,62                         | 0                             | 0,00                          |
| ↳ Astenuti (% su iscritti)         | ↳ Astenuti (% su iscritti)         | ↳ Astenuti (% su iscritti)         | 129                          | 34,31                        | 116                           | 30,85                         |

### VII legislatura
Le votazioni si svolsero in 387 collegi uninominali a doppio turno. Come previsto dalla legge elettorale del 20 novembre 1859, era eletto al primo turno il candidato che «riunisce in suo favore più del terzo dei voti del total numero dei membri componenti il collegio e più della metà dei suffragi dati dai votanti presenti all'adunanza» (art. 91). Se nessun candidato era eletto, al ballottaggio tra i due candidati con più voti era eletto chi otteneva il maggior numero di voti (art. 92) o, in caso di ugual numero di voti, il maggiore d'età (art. 93).
| Partito                            | Partito                            | Candidato                          | Primo turno 25 marzo 1860 | Primo turno 25 marzo 1860 | Ballottaggio 29 marzo 1860 | Ballottaggio 29 marzo 1860 |
| Partito                            | Partito                            | Candidato                          | Voti                      | %                         | Voti                       | %                          |
| ---------------------------------- | ---------------------------------- | ---------------------------------- | ------------------------- | ------------------------- | -------------------------- | -------------------------- |
|                                    | —                                  | Giovanni Battista De Bernardis     | 118                       | 55,92                     | 173                        | 52,74                      |
|                                    | —                                  | Giorgio Molfino                    | 93                        | 44,08                     | 155                        | 47,26                      |
|                                    |                                    |                                    |                           |                           |                            |                            |
| Iscritti                           | Iscritti                           | Iscritti                           | 420                       | 100,00                    | 420                        | 100,00                     |
| ↳ Votanti (% su iscritti)          | ↳ Votanti (% su iscritti)          | ↳ Votanti (% su iscritti)          | 298                       | 70,95                     | 332                        | 79,05                      |
| ↳ Voti validi (% su votanti)       | ↳ Voti validi (% su votanti)       | ↳ Voti validi (% su votanti)       | 211                       | 70,81                     | 328                        | 98,80                      |
| ↳ Schede non valide (% su votanti) | ↳ Schede non valide (% su votanti) | ↳ Schede non valide (% su votanti) | 87                        | 29,19                     | 4                          | 1,20                       |
| ↳ Astenuti (% su iscritti)         | ↳ Astenuti (% su iscritti)         | ↳ Astenuti (% su iscritti)         | 122                       | 29,05                     | 88                         | 20,95                      |